# Blaž Vrhovec
Blaž Vrhovec (sinh 20 tháng 2 năm 1992 ở Ljubljana) là một tiền vệ bóng đá Slovenia, thi đấu cho Maribor ở Slovenian PrvaLiga.

## Sự nghiệp
Anh ra mắt giải đấu cấp độ châu Âu ngày 5 tháng 7 năm 2012, ở vòng sơ loại thứ nhất của Europa League, trước FC Dacia Chişinău. Anh ghi bàn đầu tiên ở Slovenian PrvaLiga ngày 11 tháng 8 năm 2012 trước Mura 05. Ngày 23 tháng 3 năm 2016, anh ra mắt cho Đội tuyển bóng đá quốc gia Slovenia trước Macedonia. Vào tháng 6 năm 2016 anh ký hợp đồng 3 năm cùng với Maribor.

## Danh hiệu
Maribor
- Slovenian Championship (1): 2016–17